# Micro Machines (série de jeux vidéo)
Cet article concerne la série de jeux vidéo. Pour la marque de jouet, voir Micro Machines.

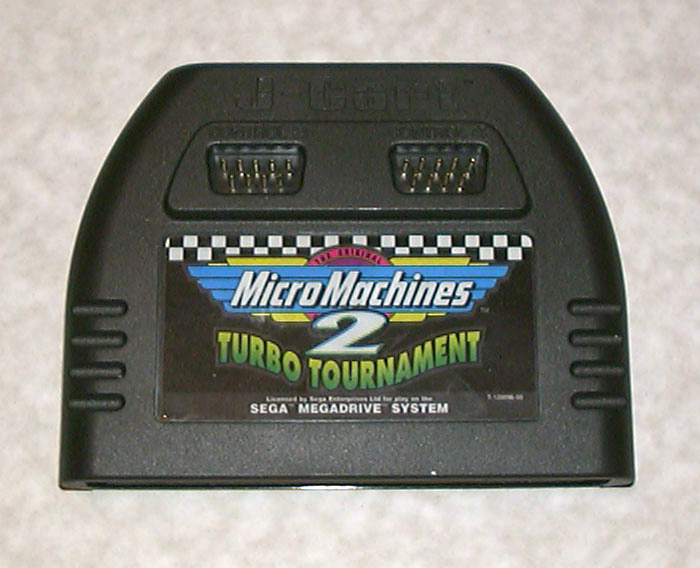
Cartouche pour Mega Drive du jeu Micro Machines 2 Turbo Tournament

Micro Machines est une série de jeux vidéo adaptée de la marque de jouets Micro Machines. Le premier jeu, édité par Codemasters, est sorti en 1991 sur NES.

## Jeux
- 1991 : Micro Machines
- 1994 : Micro Machines 2: Turbo Tournament
- 1995 : Micro Machines: Turbo Tournament 96
- 1996 : Micro Machines: Military
- 1997 : Micro Machines V3 / Micro Machines 64 Turbo
- 2000 : Micro Maniacs
- 2001 : Micro Machines 1 and 2: Twin Turbo
- 2002 : Micro Machines
- 2006 : Micro Machines V4
- 2015 : Micro Machines sur plateformes mobiles
- 2017 : Micro Machines World Series